# Burn (programa)
Burn ou burn-osx (nome UNIX) é uma aplicação livre para autoração e gravação de discos de CD e DVD para Mac OS X.
Foi programado em C e Objective-C. Sua interface é em Cocoa.[carece de fontes?] O projeto é desevolvido e mantido por apenas uma pessoa[carece de fontes?] e é hospedado no portal de programas livres SourceForge.net.

## Recursos do aplicativo
O Burn provê suporte a seguintes recursos:
- Discos de dados
- Discos de áudio
- Discos de vídeo
- Imagens (cue/bin e toc) e cópia de discos de dados.

## Requerimentos de sistema[2]
- Mac OS X v10.3.9 ou superior. Mac OS X v10.4 é necessário para a ativação de todos os recursos.
- Macintosh PowerPC ou Intel (binário universal)

## Localizações
No momento (20 de setembro de 2008) o Burn é oferecido nas seguintes línguas:
- Português
- Italiano
- Alemão
- Neerlandês
- Espanhol
- Francês
- Catalão
- Russo
- Tcheco
- Inglês
- Norueguês
- Dinamarquês
- Sueco
- Japonês
- Chinês simplificado
- Chinês tradicional